# Verein zur Unterstützung der armen Negerkinder
Der Verein zur Unterstützung der armen Negerkinder war eine international operierende Organisation, deren Zweck die Missionierung, d. h. Taufe und vorhergehende religiöse Unterweisung von überwiegend weiblichen Minderjährigen schwarzafrikanischer Abstammung war. Andere Quellen geben als Namen „Verein zur Unterstützung der armen Negerkinder in Köln“ an. Papst Pius IX. hatte im April 1853 allen Mitgliedern einen vollkommenen Ablass zum Zeitpunkt ihres Todes versprochen.

## Geschichte
Der italienische Priester Nicolo Giovanni Battista Olivieri, (* 1792, † 1864, aus Genua) gründete den Verein 1852 in Köln. Er bestand zwischen 1852 und 1936. Auch der Priester und Ordensgründer Comboni hatte Verbindungen zum Verein. Im 19. Jahrhundert bestanden mehrere solcher Missionsvereine. 1871 fand eine „Generalversammlung der katholischen Vereine“ in Mainz statt, aus der später die Katholikentage entstanden.

## Tätigkeitsfeld
Bei immer noch aktivem Sklavenhandel wurden auf dem afrikanischen Markt, z. B. im Sudan, über 1000 Kinder „freigekauft“, also zum Marktwert erstanden und nach Zwischenstationen, beispielsweise im Olivieri gehörenden Instituto della Palma in Neapel nach Italien, Frankreich und Deutschland geschickt. Dort wurden sie in Klöstern untergebracht, zum Zweck der Erziehung und Ausbildung. Im deutschen Sprachraum nahmen Klöster in Bayern, Österreich  und Südtirol Kinder aus dem subsaharischen Afrika auf. Oft wurden die Kinder in spektakulären Aktionen getauft und erhielten prominente Paten.

## Problematik
Viele der Kinder waren allerdings den Anforderungen des europäischen Klimas und den neuen Lebensumständen nicht gewachsen, und es war nicht ungewöhnlich, dass Todesfälle schon bei der Überfahrt oder in den ersten Jahren zu verzeichnen waren.
Andererseits bestanden neben dem Freikaufen keine Möglichkeiten, den Kindern eine andere Zukunft als die Sklaverei zu geben. Sie waren zuvor von arabischen Sklavenhändlern aus ihrem Umfeld herausgerissenen, zumeist Mädchen. In Ägypten, dem Ort der Sklavenmärkte, bestand keine Infrastruktur zur Kinderbetreuung im christlich-europäischen Sinn. Und der Weg der Kinder zurück zu den Eltern (die wahrscheinlich auch verschleppt worden waren) war nicht rekonstruierbar.